# Germain Poirier
Dom Germain Poirier (Parigi, 8 gennaio 1724 – Parigi, 3 febbraio 1803) è stato un religioso francese, benedettino dell'abbazia di Saint-Denis, custode degli archivi delle abbazie di Saint-Denis e Saint-Germain-des-Près, membro dell'Académie des inscriptions et belles-lettres.

## Pubblicazioni
- «Examen des différentes opinions des historiens anciens et modernes sur l'avènement de Hugues Capet à la Couronne», in Mémoires de littérature, tirés des registres de l'Académie royale des inscriptions et belles-lettres depuis l'année 1784 jusques et y compris l'année 1793, Imprimerie impériale, 1808, tomo 50, p. 553-584 (online)
- Tableau général, raisonné et méthodique des ouvrages contenus dans le recueil des Mémoires de l'Académie royale des inscriptions et belles-lettres, depuis sa naissance jusques et compris l'année 1788 , servant de supplément aux tables de ce recueil, Imprimerie de Pierre Didot l'aîné, Parigi, 1791 (online)
- con Félix Vicq d'Azyr, Instruction sur la manière d'inventorier et de conserver, dans toute l'étendue de la République, tous les objets qui peuvent servir aux arts, aux sciences et à l'enseignement, pubblicato da Wentworth Press, 2018, ISBN 978-0-34122637-6
- Extraction des cercueils royaux à Saint-Denis en 1793. Relation authentique, publié par Georges d'Heylli, chez Jouaust/Chez Rouquette, Parigi, 1866 (online)
- Papiers du bénédictin Dom Germain Poirier sur l'histoire de France, l'histoire de l'abbaye de Saint-Germain-des-Prés, etc. Notes et papiers personnels de dom Poirier ; Commissions des Monuments, des Arts, etc. Observations sur les archives des établissements ecclésiastiques, manoscritto Français 20842 (online)
- Archives des Dépôts littéraires, tomo 1

Collaborò al volume XI della Histoire des Gaules, al Recueil des chartes et diplômes du royaume e a L'art de vérifier les dates.